# Pleasant Point Museum and Railway

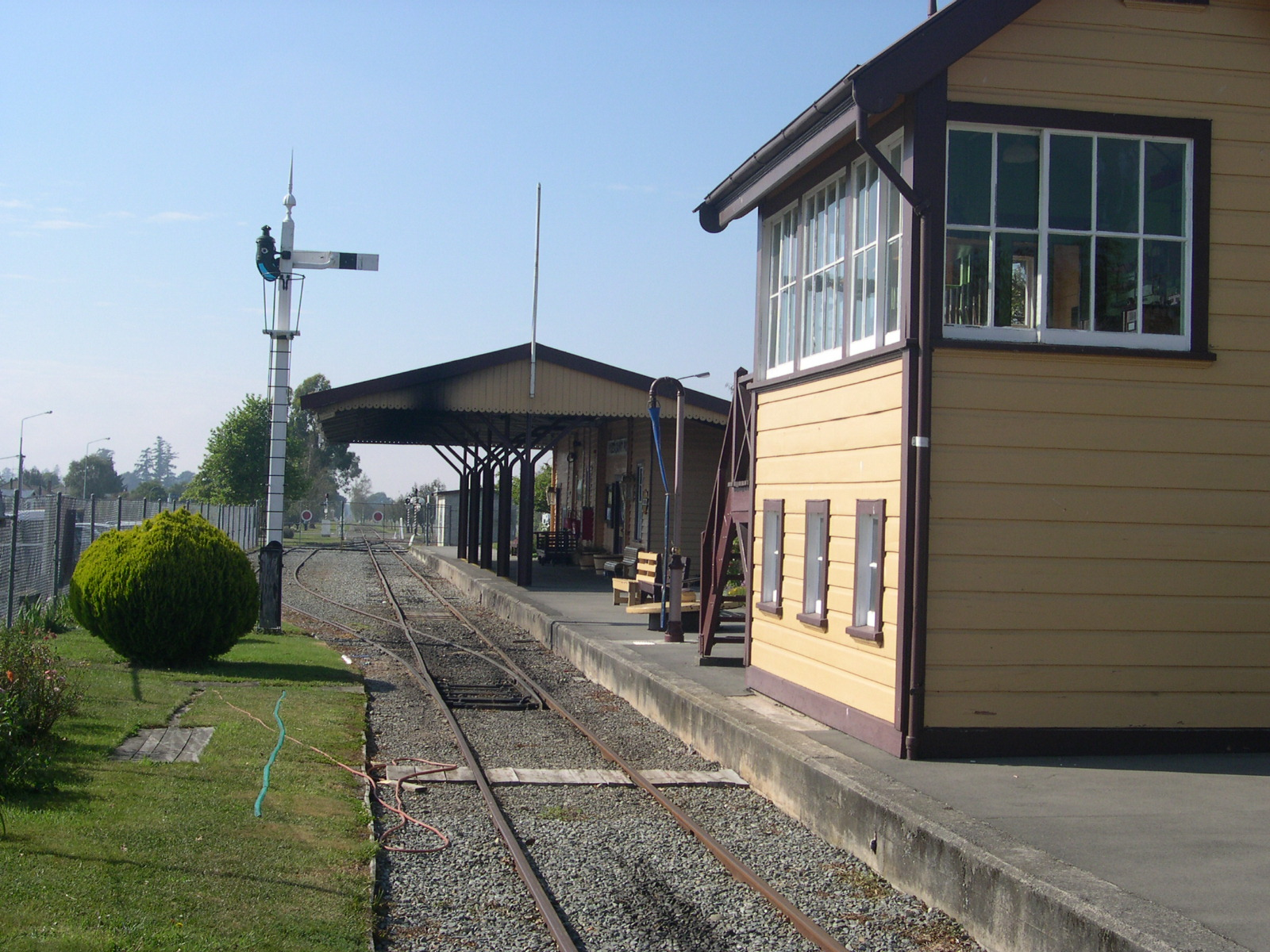
Der Bahnhof von Pleasant Point.

Pleasant Point Museum and Railway ist ein Eisenbahnmuseum und eine Museumsbahn in der Stadt Pleasant Point, westlich von Timaru in der Region Canterbury, auf der Südinsel von Neuseeland.

## Geschichte
Mit der Eröffnung der Eisenbahnstrecke ab Timaru am 24. Dezember 1875 war Pleasant Point bis zum Weiterbau der Linie für über ein Jahr Endpunkt der Bahnlinie. Bis zur Einstellung der Fairlie Nebenbahn am 2. März 1968 wurde die Station als typischer ländlicher Bahnhof genutzt.
Nach Einstellung der Bahnlinie bildete sich ein Traditionsverein mit der Zielsetzung, das originale, 1875 erbaute Pleasant Point Bahnhofsgebäude mit dem in den 1930er Jahren errichteten Fahrkartenschalter zu erhalten. Der Verein kümmerte sich aber schließlich um die gesamte Bahnhofsanlagen, die etwa 2,5 Kilometer lange Bahnstrecke und einen kleinen Betriebshof am anderen Streckenende.

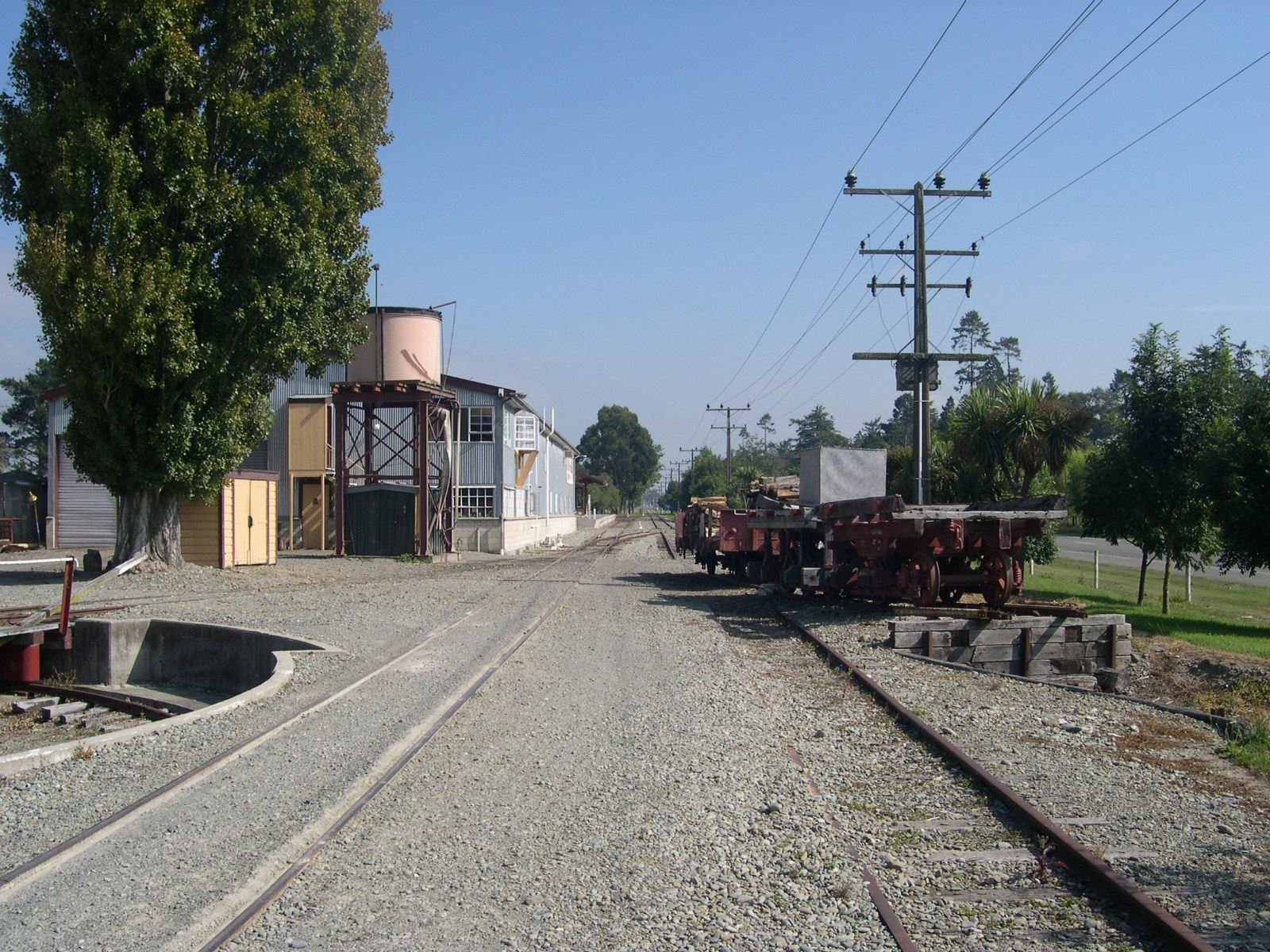
Das Bahnbetriebswerk (links) mit der Sicht auf die fast 2,5 Kilometer Strecke in Richtung Pleasant Point.

## Ausstellungsstücke des Museums
Folgende Fahrzeuge hat das Pleasant Point Railway Museum im Bestand:
- eine NZR Ab class Tender-Dampflokomotive Nr. 699 aus dem Jahr 1922
- eine NZR D class Dampfspeicherlokomotive Nr. 16 aus dem Jahr 1878
- eine NZR TR class Diesellok Nr. 18 aus dem Jahre 1936
- eine Diesellok aus dem Jahr 1955
- einen Nachbau einer NZR RM class (Model T-Ford) Motordraisine

Die Model T-Ford Motordraisine ist ein Nachbau eines Versuchsfahrzeuges aus dem Jahr 1925, das in den 1930er Jahren verschrottet wurde. Das Fahrzeug stellt eine Rarität dar, da lediglich noch ein zweiter Nachbau einer Model T-Ford Motordraisine in den USA existiert, jedoch nach anderen Spezifikationen gebaut. Neuseelands einziger sogenannter „halber Vogelkäfig“ (Aussichtswagen) aus dem Jahre 1895 gehört zum Bestand der Eisenbahnwaggons. Neben zahlreichen Eisenbahnerinnerungsstücke verfügt das Museum auch über ein älteres Computermodell und betreibt ein  Old Time Movie Theatre.

## Anlagen der Museumsbahn
Direkt im Ortszentrum von Pleasant Point befindet sich der Bahnhof mit dem historischen Bahnhofsgebäude. Das Stellwerkgebäude, das sich heute direkt neben dem Bahnhofsgebäude befindet, befand sich ursprünglich an einem anderen Platz. Ein Umsetzgleis sowie eine Drehscheibe und eine Bahnsteigüberdachung komplettieren die eingezäunte Anlage. Am Ende der 2,5 Kilometer langen Eisenbahnstrecke, die direkt parallel zu einer Straße verläuft, befinden sich zwei Schuppen zur Unterbringung der Fahrzeuge, eine Drehscheibe sowie eine Verladerampe und ein kleiner Bahnsteig.
Die Museumszüge fahren auf der 2,5 Kilometer langen Strecke während der Sommermonate und in der Ferienzeit.